# K. R. Meera
Œuvres principales
Aarachaar, Ave Maria
K. R. Meera (en malayalam : കെ.ആര്‍ മീര), née le 19 février 1970 à Sasthamkotta (en) dans l'État du Kerala, est une auteure indienne de langue malayalam. Elle travaille d'abord en tant que journaliste pour le quotidien Malayala Manorama,  avant de se consacrer davantage à l'écriture. Elle commence à écrire des œuvres de fiction en 2011 ; son premier recueil d'histoires, Ormayude Njarambu, est publié en 2002. Depuis, elle a publié cinq recueils de nouvelles, deux nouvelles, cinq romans et deux livres pour enfants. En 2009, elle remporte le prix de la Kerala Sahitya Akademi (en) pour sa nouvelle Ave Maria. Son roman Aarachaar (en), publié en 2002, est considéré comme l'une des meilleures œuvres littéraires de langue malayalam.

## Biographie
K. R. Meera naît dans le village de Sasthamkotta (en), situé au sud de l'État du Kerala, au sud-ouest de l'Inde. Elle est la fille de Pillai et Amritakumari Ramachandran. Elle obtient sa licence d'anglais et de communication au Gandhigram Rural Institute (en), dans l'État du Tamil Nadu. Meera vit désormais à Kottayam avec son mari M. S. Dileep, journaliste au Malayala Manorama. Leur fille unique étudie à la Rishi Valley School (en), dans l'Andhra Pradesh.

## Carrière
En 1993, K. R. Meera rejoint l'équipe de rédaction du quotidien Malayala Manorama, dont le siège est situé dans la ville de Kottayam. À côté de son métier, elle publie plusieurs histoires qui lui ont valu des prix et des récompenses. Elle met ensuite un terme à sa carrière de journaliste et se consacre à l'écriture à partir de 2006. Elle remporte le prix national PUCL des droits de l'Homme pour le journalisme en 1998 grâce à ses reportages sur la situation des femmes agricultrices du Kerala. Cette série d'articles lui a également fait remporter un Prix Chowara Parameswaran de l'Académie des médias du Kerala (en). Grâce à une série d'articles concernant les enfants, Meera remporte aussi un Prix national Deepalaya du journaliste pour les droits des enfants en 2001.
Meera commence à écrire de la fiction en 2001 ; son premier recueil d'histoires, intitulé Ormayude Njarambu, publié en 2002, remporte le Prix Gita Hiranyan de la Kerala Sahitya Akademi ainsi qu'un Prix Ankanam de littérature. Le livre suivant, Mohamanja, est publié en 2004 ; il est traduit en anglais par J. Devika sous le titre Yellow is the Colour of Longing (« Le Jaune est la couleur du désir »). Cette histoire, qui explore l'absurdité du désir, est également publiée dans le livre Arshilata: Women's Fiction from India and Bangladesh. En 2008, Meera remporte le Prix de la Sahitya Akademi pour son recueil Ave Maria. Ce livre décrit les restes de l'idéologie communiste au Kerala. Une traduction de cette histoire a été incluse dans le livre First Proof 5, The Penguin Book of New Writing from India, publié en 2010.
Parmi d'autres recueils d'histoires écrites par Meera figurent K. R. Meerayude Kathakal, regroupant 26 histoires, ainsi que Machakathe Thachan, Karineela, Malakhayude Marukukal, Karineela, Soorpanakha, Alif Laila et Ottapalam Kadakkuvolam. Meera a également écrit plusieurs romans, dont Aa Maratheyum Marannu Marannu Njan, Meera Saadhu, Nethronmeelanam et Yudasinte Suvishesham. Meera Sadhu, publié en 2008, raconte l'histoire d'une jeune fille abandonnée dans un temple de Krishna à la suite d'une période torride survenue après son mariage. Cinq des romans courts de Meera ont été rassemblés au sein d'un ouvrage intitulé Meerayude Novellakal, publié en 2014.
Le roman Arachaar (en), qui est considéré comme l'œuvre la plus réussie de Meera, est d'abord publié chapitre par chapitre dans le journal Medhyamam Azhchappathippu (en) avant la publication du livre en 2012. Se déroulant au Bengale, la scène décrit une famille de bourreaux. Le personnage principal du roman, Chetna, est une femme forte et déterminée qui se bat pour hériter de cette profession. Selon la critique littéraire M. Leelavathy, Arachaar est l'une des meilleures œuvres écrites en langue malayalam, après Khasakkinte Itihasam de O.V. Vijayan. Arachaar reçoit le prix de la Kerala Sahitya Akademi en 2013, ainsi qu'un Prix Odakkuzhal la même année et un prix Vayalar en 2014. Le roman est traduit en anglais par J. Devika sous le titre The Hangwoman (« La bourrelle »). Il a été vendu à plus de 38 000 exemplaires. 
La dernière nouvelle de Meera, Sooryane Aninja Penkuttj, est publiée chapitre par chapitre dans le magazine Vanhita.
Meera est également l'auteur du scénario de plusieurs serials de cinéma. Elle est co-auteure du scénario du film Ore Kadal (en), qui a remporté un National Award. K. R. Meera est également connue pour ses chroniques dans la presse en malayalam.

## Prix et récompenses
- 1998 : Prix PUCL du journalisme pour les droits de l'enfant
- 1998 : Prix Chowara Parameshwaran
- 2001: Prix national Deepalaya du journalisme pour les droits de l'enfant
- 2004 : Prix Lalithambika Sahitya Award
- 2004 : Prix Gita Hiranyan Endowment de la Kerala Sahitya Akademi - Ormayude Njarampu
- 2004 : Prix Ankanam de littérature — Ormayude Njarampu[7]
- 2006 : Kerala Varma Katha Puraskaram — Ormayude Njarampu
- 2006 : Prix E. V. Krishna Pillai Smaraka Sahitya  — Mohamanja
- 2006 : Prix Thoppil Ravi Smaraka Sahitya — Karineela
- 2009 : Prix de l'histoire de la Kerala Sahitya Akademi — Ave Maria
- 2013 : Prix Odakkuzhal — Aarachaar[8]
- 2013 : Prix du roman de la Kerala Sahitya Akademi — Aarachaar[9]
- 2014 : Prix Vayalar — Aarachaar[10]
- 2015 : Oman Kerala Sahitya Puraskaram[11]

## Œuvres

### Romans
- Nethromeelanam
- Meerasadhu
- Aa Maratheyum Marannu Marannu Njan
- Aarachaar (2002) (Hangwoman: Everyone Loves a Good Hanging)
- Sooryane Aninja Oru Sthree

### Recueils d'histoires courtes
- Ormayude Njarambu (2002) (The Vein of Memory)
- Moha Manja (2004) (Yellow is the Colour of Longing)
- Ave Maria
- K. R. Meerayude Kathakal
- Gillettin
- Meerayude Novellakal  (2014)